# N-Gage QD

N-Gage QD este o consolă portabilă de jocuri și telefonul mobil produs de Nokia, reproiectarea lui N-Gage. 
A fost anunțat pe 14 aprilie 2004 și a fost lansat pe 26 mai 2004.
Pe N-Gage QD au fost eliminate unele caracteristici redarea MP3, radio FM și conectivitatea USB. Dar are Bluetooth 1.1 și card slot MMC.
QD are slotul pentru cardul de memorie MMC se află în partea de jos a aparatului. Slotul are capacul acoperit din cauciuc.
Ecranul are diagonala de 2.1 țoli cu rezoluția de 176 x 208 pixeli care suportă până la 4096 de culori.
D-Pad a fost modificat față de N-Gage Classic pentru a face sa simti mai mult ca un controler de consolă. 
Butoanele numerice tastatura au fost ridicate un pic. Butoanele 5 și 7 sunt utilizate în special pentru jocuri și ies în evidență datorită cercurilor oblice.
Bateria de 1070 miliamperi oferă până la 3 ore și 30 de minute convorbire și până la 240 de ore în stand-by.